# ジェレミー・ソープ
ジョン・ジェレミー・ソープ（英: John Jeremy Thorpe, PC 1929年4月29日 - 2014年12月4日）は、イギリスの政治家。1959年から1979年にかけてノース・デヴォン選挙区選出の庶民院議員、また1967年から1976年にかけて自由党党首を務めた。1979年5月に彼は同性愛関係にあったとされる相手、ノーマン・スコット（メディア上ではノーマン・スコットとして知られたがノーマン・ジョシフ）との過去を清算しようとしたことから、共謀と殺人未遂の罪で起訴され、オールド・ベイリー（中央刑事裁判所）で裁判にかけられた（ソープ事件）。ソープは全ての罪で無罪判決を得たが、事件発覚から結審までの間に地に墜ちた名声を回復することができず、政界引退に追い込まれた。
保守党国会議員の祖父・父を持ちながら、家族ぐるみで付き合っていたデイヴィッド・ロイド・ジョージへの憧れを抱き、振るわずにいた小政党・自由党へ参加した。オックスフォード大学で学んだ後、1950年代には自由党の新星のひとりに名乗り出た。30歳で国政に進出し、早くから成果を上げ、1967年には党首に選出された。党の人気は低迷しており、出足こそ不安定だったものの、ソープは保守党と労働党の不人気に乗じ、選挙で数々の勝利を収めて自由党を黄金時代へ導いた。自由党の躍進は1974年2月イギリス総選挙で最高潮に達し、党は全国で600万票も集めることに成功する。多数代表制の下では自由党が獲得できたのは14議席に留まったが、この選挙では議席の過半数に達した政党が無く（ハング・パーラメント）、結果としてソープの影響力も大きく増した。ソープは保守党のエドワード・ヒース首相から閣僚職を打診され、保守党・自由党の連立政権が検討されることになる。ところが選挙制度の改革というソープの求めた代価はヒースに拒否され、連立政権樹立の話は立ち消えになった。ヒースはその後辞職し、ハロルド・ウィルソンが首相に返り咲いて少数与党内閣 (en) を結成した。
1974年2月の総選挙は、ソープの政治人生においても最高点であった。ソープ本人と党の運命はその後暗転し、1975年遅くに発覚したスコット殺人共謀の噂は、それに追い討ちを掛けた。弁明しきれなくなったソープは、1976年5月に党首の座を辞任した。公判は3年後の1978年に始まったが、ソープは起訴側が事件を十分に立証していないという理由で証言台に立つことを拒んだ。この姿勢が元で事件には多くの謎が残されることになった。ソープには無罪判決が下されたが、名声が回復することは無く、また彼が公職に戻ることも無かった。1980年代半ばからソープはパーキンソン病に侵され、長い隠退生活を送ることになる。彼はその間に少しずつ自由党内の支持を回復し、死去の際には次世代の指導者たちも出席し、ソープの国際主義者、人権擁護者、そしてアパルトヘイトなど全てのレイシズムへの反対者としての側面に光を当てた弔辞が送られた。

## ソープの家族と幼少期
ソープは、1929年4月29日にロンドン・サウス・ケンジントンで生まれた。法律家だった父のジョン・ヘンリー・ソープは、保守党の政治家として、1919年から1923年までマンチェスター・ラスホルム選挙区選出の庶民院議員を務めていた。母アーシュラの旧姓はノートン＝グリフィススで、彼女の父ジョン・ノートン＝グリフィススも保守党の国会議員であり、大英帝国主義を強烈に支持したことから、「エンパイア・ジャック」（英: "Empire Jack"）の異名で広く知られていた。ソープ家はその名字から、1372年に短期間大法官を務めたロバート・ソープや、1453年から1454年に庶民院議長を務めたトーマス・ソープは遠い先祖であると主張していた。
古い歴史はさておき、ソープの家系を数代遡って行き着くのは、ブリテン島ではなくアイルランドである。彼の曾祖父に当たるウィリアム・ソープ（英: William Thorpe）はダブリンの警察官で、後に警視にまで上り詰めた。彼には多くの息子がおり、その内のひとりであるジョン・ソープはイングランド国教会の司祭となり、1922年から1932年までマクルスフィールド大執事を務めた。彼は1884年に裕福なアングロ＝アイリッシュだったエイルマ家（英: Aylmer family）の娘と結婚し、また長女オリーヴ (Olive) は有力者であるチェシャーのクリスティ＝ミラー家（英: Christie-Miller family）へ嫁いだため、ソープ家には多くの富がもたらされた。ジョン・ヘンリーと息子ジェレミーは、クリスティ＝ミラー家から学費の支払いなどの経済的な恩恵を受けた。

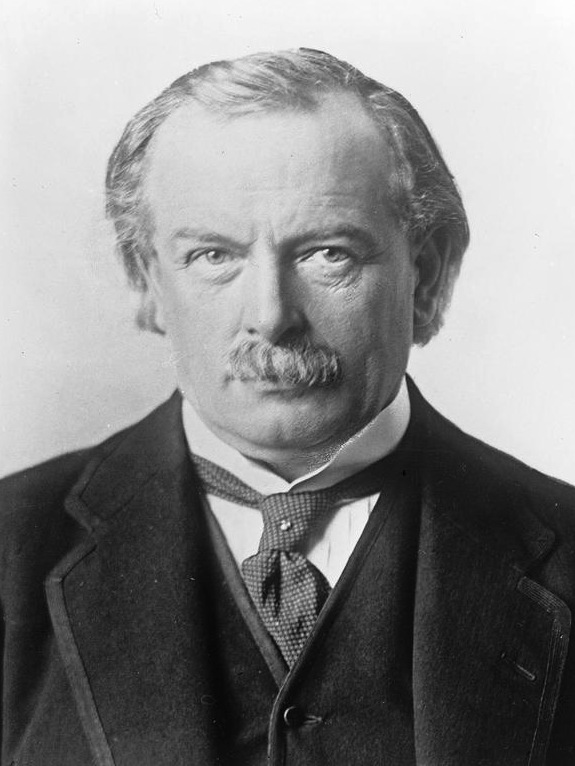
ソープ家を定期的に訪れていたデイヴィッド・ロイド・ジョージ。幼いジェレミーにとっての政治的英雄で、目指すべき目標となった。

ジェレミーはソープ夫妻の第3子で、上に2人の姉がいた。ソープは早期教育の間、特別扱いで保護されており、1935年にクイーンズ・ゲートのワグナー・デイスクール（英: Wagner's day school）に進学するまで、ナニーやナースメイドの世話を受けていた。ヴァイオリンに堪能で、学校のコンサートでもよく腕前を披露していたという。父は既に国会議員の座を失っていたが、政治的人脈や友人関係の多くを維持し、ソープ家には複数の政治指導者が定期的に訪れていた。これらの交友関係で最も強力だったのは、自由党出身の首相だったデイヴィッド・ロイド・ジョージ一家との関係で、母アーシュラは首相の末娘ミーガンと特に親しく、彼女はジェレミーの名付け親まで務めた。元首相のロイド・ジョージ自身もしばしばソープ家を訪れ、幼い日のソープにとっては政治的英雄・目指すべき目標になったほか、自由党で政治的キャリアを築きたいという野心の元にもなった。

## 教育

### 学校教育
1938年1月、ソープはイートン・カレッジへの入学を目指す男子向けの学校、コットヒル・ハウス（オックスフォードシャー）に入学した。戦争勃発の兆しがあったことから、ソープ家は1939年夏までにロンドンからサリーの村・リンプスフィールドへ引っ越し、ソープも地元の学校に通った。第二次世界大戦は1939年9月に始まり、1940年6月にはドイツ軍侵攻のおそれがあるとして、ソープ家の子どもたちはアメリカ・ボストンに住むおば、ケイ・ノートン＝グリフィスス（英: Kay Norton-Griffiths）の元に預けられた。ソープはこの年の9月に、コネチカット州ポンフレットにあるレクトリー・スクールに通い始めた。この学校に通っていた3年間、ソープは概して楽しい毎日を送り、教科外では学校のブタの世話をしていたと回想している。1943年には戦況が安定し、子どもたちがイングランドに帰国しても安全だと判断され、父ジョン・ヘンリーは政治的コネを使って、息子をイギリス海軍の軽巡洋艦・フィービに乗せて帰国させた。

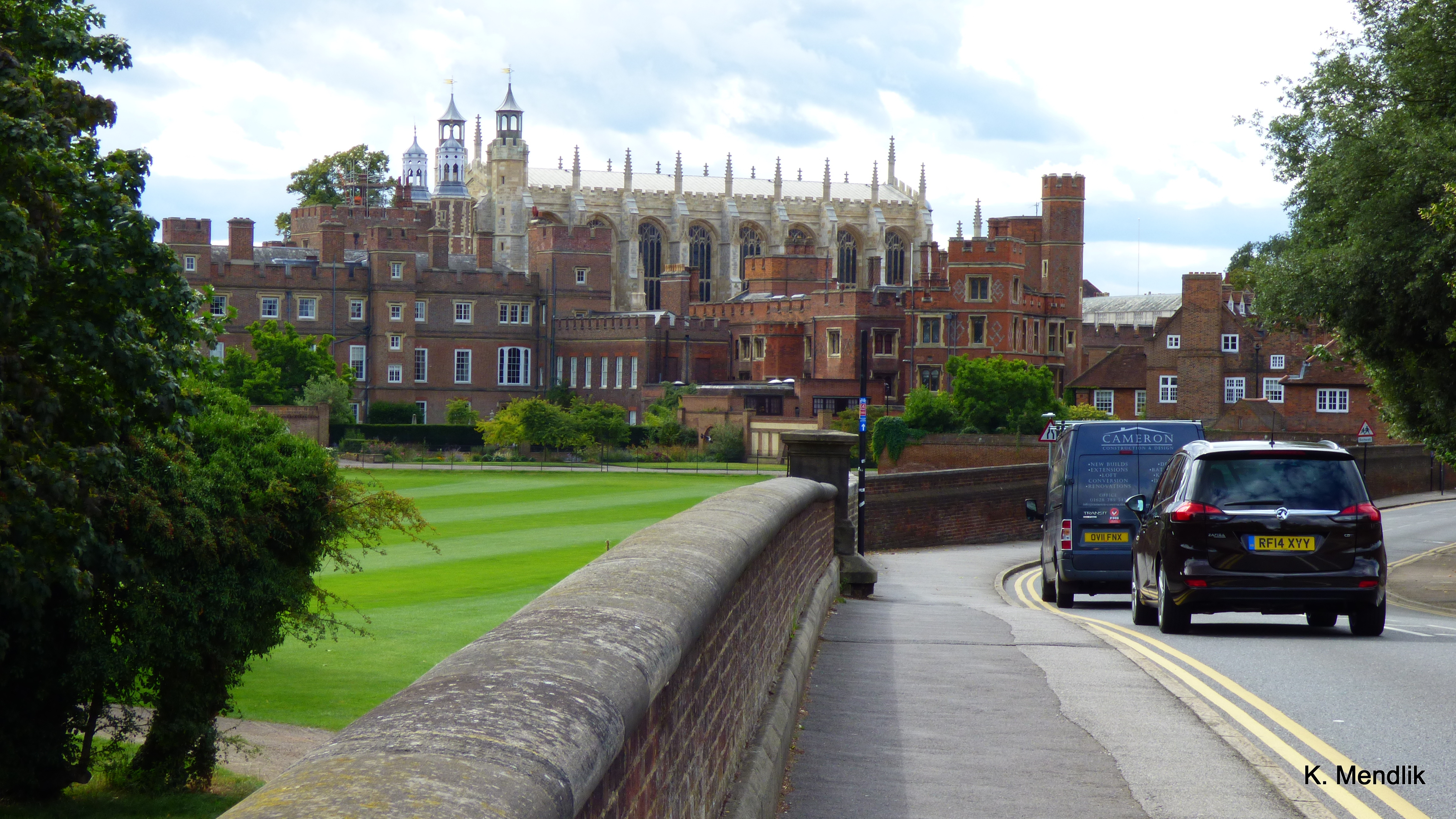
ジェレミーが通ったイートン校

ソープは1943年9月からイートン校に通い始めた。学業はあまり振るわず、スポーツへの適性も無かったほか、表面上は反抗的な態度を取りながらも、中心人物たちにおべっかを使う様子は、「愛想良しのソープ」（英: "Oily Thorpe"）と揶揄された。また同級生たちは、有名人や重要人物と知り合いであることを見せびらかすソープの態度に辟易していた。ソープは学校の学生軍事教練団を辞めて学校の伝統主義者たちを憤慨させ、さらには当時王位継承権第2位だったマーガレット王女と結婚したいと述べ、周りを驚かせたという。ソープはイートン校での日々についてわずかしか明かしておらず、それも学校のオーケストラに所属したことと、ヴァイオリン演奏で優勝したことのみである（彼は短期間、プロのヴァイオリン奏者として活躍する可能性について検討していた）。イートン校での日々は、戦時中の政局で激務に晒された父ジョン・ヘンリーが、1944年に57歳で亡くなったことで台無しになった。

### オックスフォードへの進学
オックスフォード大学トリニティ・カレッジの学籍を確保したソープは、1947年3月にイートン校を離れた。9月には18ヶ月の義務兵役に応じたが、練兵場で倒れたことから、6週間以内に医学的な理由で免責された。その後はオックスフォード大学での学籍が認められなかったことから、1948年10月8日にトリニティ・カレッジへの入学が認められるまで、プレップ・スクールの一時的な教員として働いた。

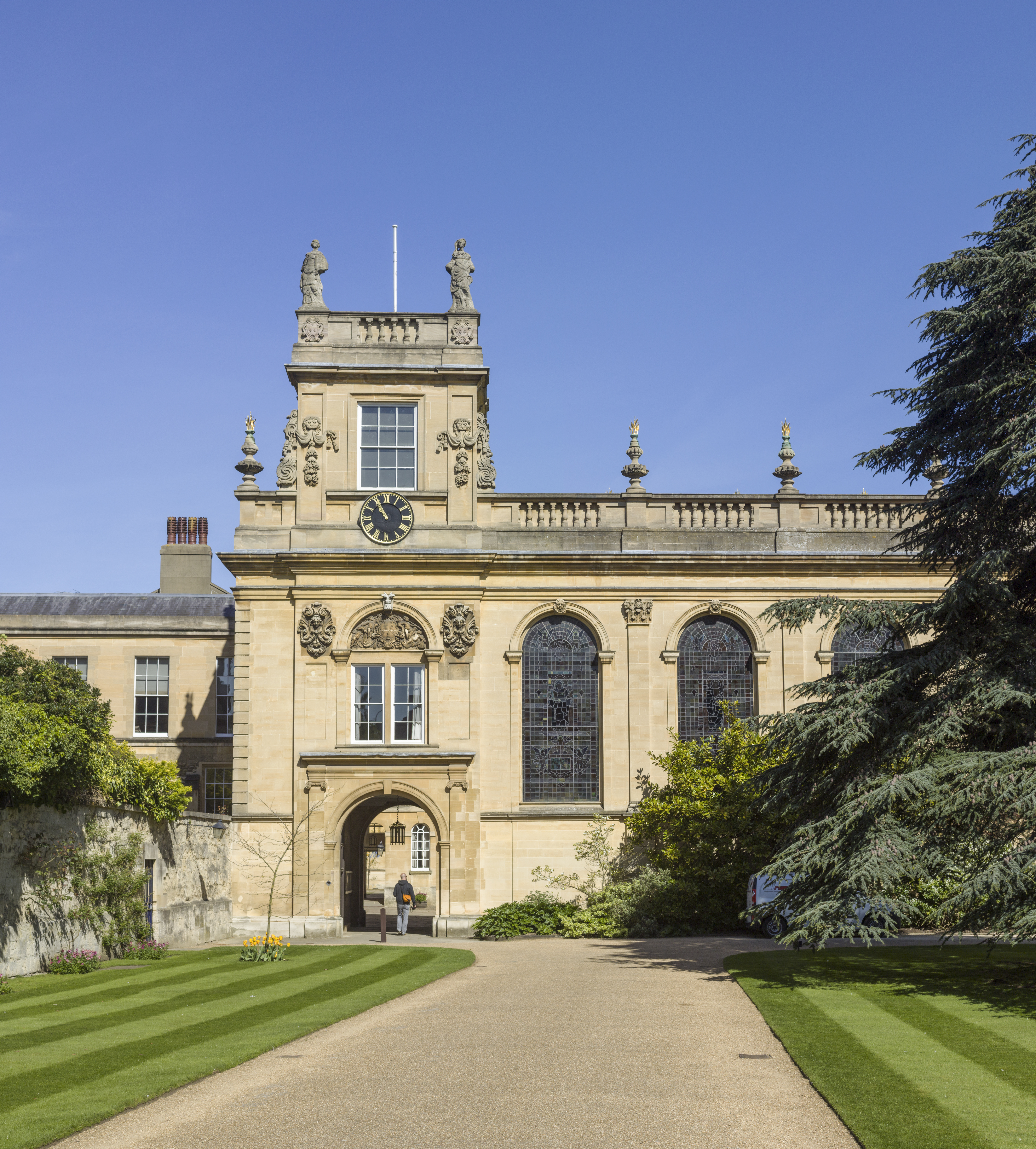
ソープが通ったオックスフォード大学、トリニティ・カレッジ

ソープは法学を専攻したが、オックスフォードではもっぱら政治や社交に関心を見せていた。大学に入ったばかりから、彼のぎらついた振る舞いは注目を集め、伝記作家のマイケル・ブロックは、彼の「青白い外見、濃い色の髪と目、骨張った顔立ちは、悪魔崇拝者のような印象だった」（英: his "pallid appearance, dark hair and eyes and angular features, gave him a diabolonian air"）と述べている。ソープはすぐに政治参加を模索し、当初はオックスフォード大学リベラル・クラブ (OULC) に参加した（自由党は国政で停滞期間に入っていたが、クラブは800人以上の部員を抱える人気ぶりだった）。ソープは1年生の終わりにクラブの委員へ立候補し、1949年11月にはプレジデント（部長）に就任した。オックスフォードの外では、自由主義への献身を見せて自由党の国政選挙活動に熱心に貢献し、1950年4月に21歳の誕生日を迎えた時には、自由党の国会議員候補として名を連ねることになった。
OULCだけでなく、ソープはオックスフォード大学法学会（英: Oxford University Law Society）のトップにも就任し、さらには国政参加の登竜門としても知られるオックスフォード・ユニオンのプレジデント就任にも野心を覗かせた。通常、次期プレジデントはユニオンの執行部の下級生、例えば書記や出納係から選ばれるが、自信満々で説得力のある討論者と認識されていたソープは、直接プレジデントを目指そうとして1950年早くに出馬した。この時ソープは、後にアナウンサーになったロビン・デイにあっさり打ち負かされた。一心に役職を得ようとする態度と、彼がよく利用した怪しげな戦略が元で、辛辣な反対運動がいくつか巻き起こったが、ソープは次第に多くの支援者を得て、1950年遅くには手強い対抗馬2名（社会主義者のディック・タヴァーンと保守党員のウィリアム・リーズ＝モグ）を破ることに成功し、1951年春学期 (Hilary term) のプレジデント職を得た。
ソープのプレジデント任期は、多くの高名な客員講演者を招聘したことで有名であり、この中にはクィンティン・ホッグ（当時のヘイルシャム卿）、法学者で自由党の元国会議員だったノーマン・バーケット、ユーモア作家のスティーヴン・ポッターなどが含まれていた。時間を費やす必要のある役職に就いたことで、法学の勉強を修めるには4年がかかり、1952年夏に課程を修了したソープは第3等学位（英: third-class honours degree、イギリスの大学学位の分類参照）を獲得した。
オックスフォードでのソープは同世代の多くの友人と親交を深め、その多くが有名人となった。友人はもっぱら男子ばかりだったが、オックスフォードの同性愛者グループのいずれにも所属していると見なされていなかった。彼は友人の一人に、感情的な興奮は政治で充分得られているので、性的関係は不必要だと打ち明けていたという。伝記作家のブロックは、彼は同級生たちに、「基本的には無性愛で、それを政治や経歴で隠している」（英: "a basically asexual character, wrapped up in politics and his career"）人物だと捉えられていたのではないかと示唆している。

## 初期の経歴

### 国会議員候補
自由党の有望な国会議員候補として受け入れられたソープは、立候補する選挙区を探し始めた。1950年・1951年の総選挙で敗戦した自由党は、国会議員の数を当初の12人から9人、6人と減らしていき、この先待っているのは「さらなる損耗と、2大政党へのさらなる敗北」（英: "further attrition and further losses to the two major parties"）だけだと話すコメンテーターもいたほどだった。ジャーナリストのジュリアン・グローヴァー (Julian Glover (journalist)) は、災難にもかかわらず残党を決意したソープは、多くの批評家が考える以上に、自由主義の原理に傾倒していたのだと書いている（国会議員になろうとするなら、保守党や労働党に入った方がずっと可能性が大きかった）。

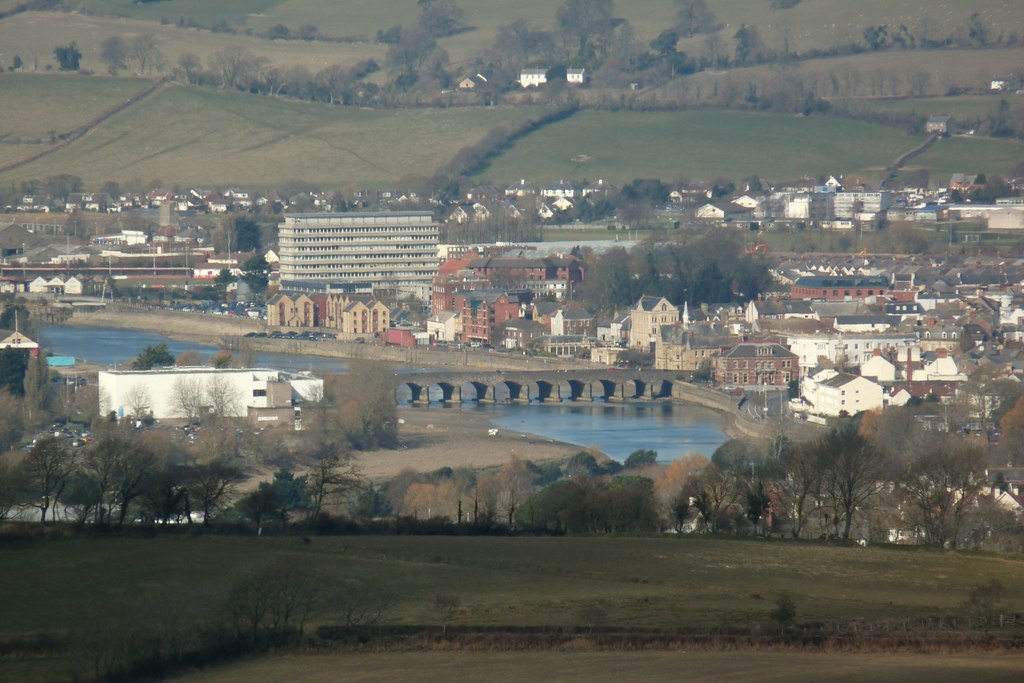
バーンステイプル、ノース・デヴォン選挙区の中心都市

若い候補者だったソープには、自由党党首のクレメント・デイヴィーズが引退する時に、彼の議席を引き継いでウェールズ・モントゴメリーシャー選挙区から出馬することが検討された。デイヴィーズの引退は当面無さそうだったので、ソープはデヴォンやコーンウォールを中心に他の選挙区を探したが、この場所は党に長年の経験があり、1950年・1951年の選挙で一定数の投票を得ていた場所でもあった。これらの選挙で、ソープはノース・コーンウォール選挙区の自由党候補者だったディングル・フットを支援し、彼の代理人から、隣接するノース・デヴォン選挙区の候補者として推挙された。トリントン選挙区の党本部もソープを候補にすることを切望していたが、さらにはフットもソープのことを、ノース・コーンウォール選挙区の有能な後継者として考えていた。この中からソープは、自由党の議席獲得経験があるノース・デヴォン選挙区を選んだが、直前・1951年の選挙では保守党・労働党に甘んじて3位となり、20%も得票していなかった場所でもあった。
ソープは1952年4月にノース・デヴォン選挙区の自由党候補者になった。彼の政治姿勢は、革新的な非社会主義の代替勢力が、保守党政権にとって代わるべきだとする、多くの若い活動家のスタンスと合致した。ソープらは、党をこの方向に引っ張るため、ラディカル・リフォーム・グループ（革新改革グループの意味）を結成した。彼は手空きの時間の多くをノース・デヴォン選挙区での投票者獲得に費やし、集会や戸別訪問では、地元の諸問題を、植民地主義やアパルトヘイトといった大きな国際問題に関する明らかな自由主義思想と巧みに混ぜ合わせていった。ウィンストン・チャーチルの後を引き継いだアンソニー・イーデン首相が、1955年4月に急な総選挙を決めると、ソープは熱心に地元で選挙活動を行うようになった。彼は保守党との得票差を半分にし、自由党の得票を第2位に押し上げることに成功した。

### 法廷弁護士、テレビ・ジャーナリストとして
賃金雇いの必要性に駆られたソープは法律の道に進むことを選び、1954年2月、実務研修（日本の司法修習に相当）を完了させ、インナー・テンプルで弁護士免許を取得した。当初は生活費を稼ぐにも困り、別の収入源を模索した彼は、テレビ・ジャーナリズムに活路を見出した。ソープはアソシエイティド・リディフュージョン（現在のITVの前身）に雇用され、科学討論番組 The Scientist Replies の司会者を務めた後、局の主要なニュース解説番組である This Week (This Week (ITV TV series)) のインタビュアーになった。This Week の多様な仕事の中で、ソープは1957年に独立を祝うガーナに向かったほか、1958年にはヨルダンから国王フセイン1世の暗殺陰謀について伝えた。ソープは筋のいいアナウンサーで、テレビの仕事の他にも、BBCのラジオ番組『エニー・クエスチョンズ?』に定期ゲストとして登場している。1959年にはアソシエイティド・リディフュージョンのチーフ・コメンテーター職に請われたが、国会議員候補になることを諦めるという条件のため、首を縦に振らなかった。
1950年代遅くのソープは、法学、テレビ、そしてノース・デヴォン選挙区での政治的責任と3つの仕事を上手くやりくりしていたが、中でも選挙区では、支援を取り付けるためたゆまず働いていた。1956年9月から自由党党首はジョー・グリモンドに代わったが、彼は前任者のデイヴィーズより現代的な人物で、ソープやラディカル・リフォーム・クラブのメンバーの考えにも近かった。1957年の予備選挙で、庶民院6議席の1つを失うという不安定な出だしの後、グリモンドの采配は成功を収めるようになる。党は1957年・1958年の予備選挙で着実に票を集め、1958年3月にはトリントン選挙区で勝利を収める（この場所は1955年の総選挙では、自由党が立候補すらしていなかった場所だった）。トリントンでの選挙活動で目立って働いたソープは、デヴォンの隣接選挙区での勝利を目の当たりにし、これを自分が将来収める成功の先触れと考えた。
テレビやラジオでの活動を通じてソープは一定の名声を得ることになり、彼の活き活きとして独特な宣伝法は、広く賞賛されるほどだった。ジャーナリストのクリストファー・ベッカーは、「彼は自分の支援者を鼓舞し、対抗馬を真似てからかうことに類い稀なる才能を持っていた」（英: "He had an extraordinary ability both to cheer up his followers and send up his opponents."）と回想している。しかしながら、当時のイギリスでは同性愛行為が違法だったほか（1967年性犯罪法も参照）、その暴露は政治生活を即座に終了させるものだったため、1950年代を通してソープは同性愛をひた隠しにしていた。この性指向は公衆には秘密にされていたが、ノース・デヴォン選挙区では広く知られていた上に大目に見られていて、少なくとも多くの自由党員から勘ぐられていたことも確かだった。

## 国会議員当選
ノース・デヴォン・選挙区でのソープの尽力は1959年イギリス総選挙（1959年10月）で実を結び、彼は362票差で保守党の候補を破り当選したが、ノース・デヴォン・選挙区はハロルド・マクミラン率いる保守党政権が勝利を収めた中で、自由党が前回の選挙の結果をひっくり返した唯一の選挙区となった。1959年11月10日、彼は政府の地方雇用に関する法案の審議で、国会での処女演説 (en) を行った。彼はノース・デヴォンで雇用機会が失われている主因としてコミュニケーションの不足を強調し、政府による緊急の施策が必要だと訴えた。演説の後、ある保守党の議員は、「[前略]彼が法律に関する頭を機敏に回して問題を考えれば、ノース・デヴォン選挙区の議員閣下から、とても有益な貢献をいくつも引き出せると考えてもいいような気がした」と述べている。

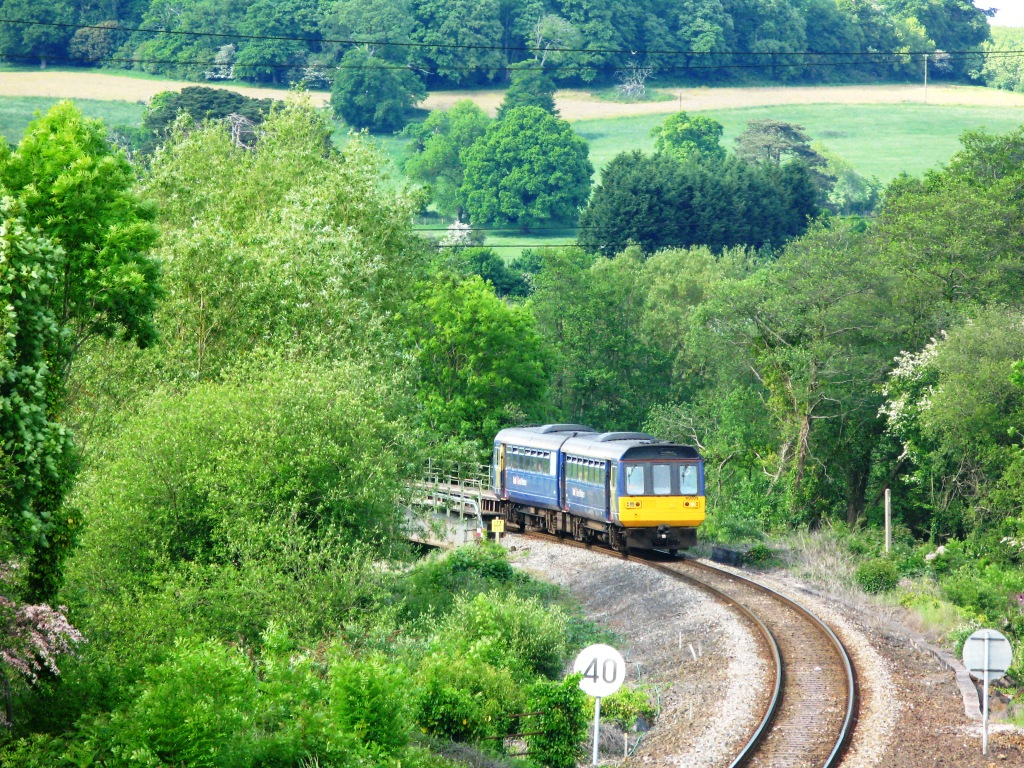
バーンステイプルからエクセターに向かうターカ線は、ビーチング・アックスと呼ばれる緊縮策を切り抜けた鉄道線である

ソープは献身的な国会議員で、地元の問題を熱心に国会へ持ち込んだ。新しい大病院の建設、エクセター・トーントン間の幹線道路（M5高速道路）に繋がる道の建設などの問題に取り組んだほか、イギリスの国鉄の緊縮策である「ビーチング・アックス」から、地元のバーンステイプルとエクセターを繋ぐターカ線を救うキャンペーンにも成功した。彼はより一般的な問題に関しては自分の信条を隠さず、反絞首刑、移民擁護、欧州連合推進といった態度を示したが、概して、こういった考えを地元の有権者と共有していたわけではなかった。彼は植民地支配や寡頭制的な少数支配からの解放を擁護し、南アフリカやローデシア・ニヤサランド連邦などの体制は、圧政的だとして遠慮無く反対意見を述べた。またソープは気迫やウィットでも知られ、1962年には相次ぐ補欠選挙での敗戦から、マクミラン首相が閣僚3人を更迭する事件があったが、この時ソープは『新約聖書』「ヨハネによる福音書」第15章:13をもじって、「自らの命のために友を犠牲にすること、これに勝る愛は無い」（英: "Greater love hath no man than this, that he lay down his friends for his life".）との言葉を残している。
自由党の中で、ソープは「勝ち目のある議席」（英: "Winnable Seats"）との名前で知られた非公式組織の結成に力を貸し、組織は活動力や資金を選ばれた選挙区に集中させるよう働いた。この戦略は1961年から1962年にかけての補欠選挙で結果を出し、1962年3月には、前回保守党に14,760票差で敗戦したオーピントン選挙区選挙区で、7,855票差を付けて勝利した。これらの勝利に引き続き、自由党は地方自治選挙でも結果を収め、短期間ではあったが、全国世論調査で労働党・保守党の支持率に並んだ。この躍進は1964年イギリス総選挙の結果に見ることができるが、自由党は全国得票率をほぼ2倍の11.2%に伸ばしながら、前回の選挙から3議席分しか増やすことができなかった。この時の新規当選者のひとりが、コーンウォール・ボドミン選挙区で当選したピーター・ベッセルである。またノース・デヴォン選挙区では、ソープが得票差を5,000票以上に伸ばしていた。
労働党がわずかに過半数を上回ったこの選挙の後、ソープは大勢から自然にグリモンドの後継者と見なされるようになった。彼の演説は党の年次集会の目玉で、1965年に党の会計係という重要な役職を手にしてからは、それがいや増しになった。党の資金の大半を個人的に管理させてほしいというソープの主張は批判や敵意を読んだが、資金集めには有能さを発揮した。ローデシア・ニヤサランド連邦が解体された後の1965年7月、ソープは中央・東部アフリカを旅し、ザンビアやローデシアを訪れている。帰国後、ソープはハロルド・ウィルソン首相に対し、イアン・スミスをトップにした白人のみのローデシア政府は、武力仲裁も辞さないと脅さない限り、年末までに一方的独立宣言を行うと警告した。ウィルソンは武力行使を是認せず、11月11日にはローデシア共和国の一方的独立宣言が行われた。1966年9月の年次党大会 (Liberal Assembly) で、ソープはローデシア問題に関するウィルソンの対処が「誤判断で誤った計画だった」（英: "misjudged and misplanned"）と厳しく責め立て、一方的独立宣言をしたローデシア政府が石油供給を受けている鉄道を、国連の空爆で破壊するべきだと述べた。この演説は自由党の最も急進的な一派には歓迎されたが、保守党員の多くはこれに憤慨し、国会議員としての残り任期の間、「爆撃手ソープ」（英: "Bomber Thorpe"）という渾名で彼を揶揄したという。
ウィルソン首相は1966年3月、過半数をわずかに上回った状況を打開し、議席数を伸ばそうと選挙を行った。この選挙で労働党は100議席近く増やすことに成功した。自由党は、党への投票率こそ全体で8.5%に下がったものの、国会議員を9人から12人に増やすことに成功し、「勝ち目のある議席」（英: "Winnable Seats"）戦略による選択的キャンペーンは成功した。ソープはノース・デヴォン選挙区で苦戦を強いられ、得票差は1,166票に下落した。

## 自由党党首として

### 第1期、1967年 - 70年
1966年の選挙後、グリモンドは党の幹部たちに、すぐにでも党首の座を降りたいと打ち明けた。党委員会の議長だったティモシー・ビューモントは、日記に「党の国会議員の間で、彼はほとんど人気でないとかなり確信している」（英: "I am pretty certain that he has little popularity within the Parliamentary Party"）と書き残しているが、ソープは自由党国会議員としてグリモンドに次いで長い経験を持ち、党で最も有名な議員になっていた。グリモンドが1967年1月17日に辞任した後、後任を決める選挙が48時間以内に行われることになり、作戦を練る時間はほとんど与えられなかった。投票権は12人の自由党国会議員全員に与えられ、最初の投票後、ソープが6票、オーピントン選挙区選出のエリック・ラボックとモントゴメリーシャー選挙区を引き継いでいたエムリン・フーソンが3票ずつを得た。1月18日にラボックとフーソンは候補者を辞退し、ソープの勝利が宣言された。
自由党党首としてのソープは、ウィルソンや、1965年3月まで同党党首だったエドワード・ヒースの平凡なイメージとは一線を画していた。彼はこの2人よりかなり若く、また大いにテレビ映りが良かった。しかし、党首としての在任当初は問題山積であった。まずは自由党主流派よりも左寄りの政策を推し進めようとするヤング・リベラルズに困惑させられた。彼らは国営産業での労働者による経営、イギリスのNATO離脱、防衛費の大幅削減を主張し、党内からも異論が噴出したほか、党のパブリック・イメージ低下にも繋がった。この時、急進的政策が受け入れられるような政治状況ではなく、ウィルソン内閣の急激な支持率低下は、逆に右翼への支持率を伸ばしていた。これで勢い付いたのが保守党で、補欠選挙では労働党に代わって多くの議席を獲得したが、一方の自由党は大した影響も残せずにいた。ソープの党運営に対する不満は就任1年の間に噴出し、1968年6月には、彼に不満を抱いた党の古参がヤング・リベラルズと組み、党首の座から引きずり下ろそうとする事件が発生する。ソープはキャロライン・オールパス（英: Caroline Allpass）と結婚したばかりで、彼らが蜂起した時には、ハネムーンで国外を旅していた。彼らが事を起こしたタイミングは、党内外から裏切り行為と見なされ、逆に党幹部からソープへの支持を確実にした（ソープの帰国後、彼は48票中反対2票で信任された）。
結婚によりソープは感情的に安定し、1969年4月には息子も生まれた。この直後、労働党の議席だったバーミンガム・レディウッド選挙区で、自由党候補が補欠選挙に思いがけなく勝利し、ソープには政治的追い風が吹くことになる。しかしこの結果は単発の勝利に終わり、1970年イギリス総選挙で党は信任の低下に喘ぐことになる。結果は彼らの悲観的な予感を証明し、全国での得票率は7.5%に低下したほか、レディウッドを始めとして、13議席中7議席を失う事態となった。ソープ自身もノース・デヴォン選挙区で苦戦を強いられ、わずか369票差で当選した。辛くも逃げ切った当選者はソープ以外にも3人おり、比較的安定に当選したのは、グリモンドとフーソンだけだった。ヒースの保守党は30議席分の過半数となった。

### 第2期、1970年 - 74年

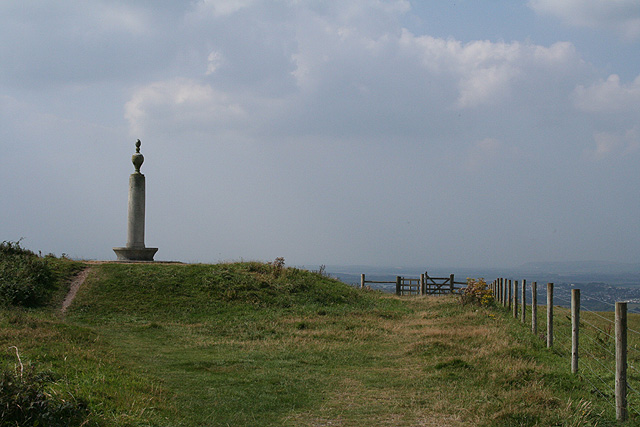
ビショップス・トートン、カドゥン・ヒルにある、キャロライン・ソープ追悼モニュメント

自由党が選挙で苦戦した後、ソープには多くの批判が寄せられたが、選挙の10日後に妻キャロラインが自動車事故で亡くなってからは、批判も下火になった。1970年の残りと1971年の大半を、ソープはキャロラインを亡くした失意と、恒久的な記念碑を作る計画に夢中になって過ごした。その間に党は、「コミュニティ・ポリティクス」と呼ばれる、国家問題から地方自治政策に軸足を移す方針の採用などで復活し、1971年の地方選挙ではまあまあの成功を収めた。
1972年初めまでに、キャロラインを偲ぶモニュメントがビショップス・トートン、カドゥン・ヒル（英: Codden Hill）に建てられ、ソープは政治生活に完全復帰することになる。2月にはヒースの1972年欧州諸共同体法の庶民院通過を後押しし、この法律によりイギリスの欧州経済共同体参加が承認された。法案は労働党と一部の保守党議員に反対された。自由党と政府の足並みを揃えることで、ソープは法案の第二読会で8人分の過半数越えを確実にし、法案はその後正式な法律になった。1972年中盤までに自由党の運勢はうなぎ登りとなり、大衆は二大政党に幻滅して、「コミュニティ・ポリティクス」の人気が高まった。地方選挙で印象的な結果を残した後、自由党は補欠選挙で大成功する。1972年10月にはロッチデールで労働党から議席を奪い、翌年には保守党から4議席を奪った（サットンとチーム、アイル・オブ・イーリー、リポン、ベリック＝アポン＝ツイードの4箇所）。
1973年3月14日、ソープはコンサートピアニストで、ジョージ・ラッセルズ (第7代ヘアウッド伯爵)の前妻だったマリオン・シュタインと再婚した。両者は互いの知人だったモーラ・リンパニーの紹介で1年前に出会っていた。この年は彼にとって不幸せに終わった。ソープは1971年5月からロンドン&カウンティ・セキュリティーズの小規模金融機関（英: the secondary banking firm of London & County Securities）の取締役を務めていたが、誤経営と詐欺の噂でこれが倒産し、1973年から1975年の小規模金融機関危機の幕開けとなったのである（詳細は1976年まで明かされなかった）。労働争議に悩まされていたヒースは、1974年2月に「誰がイギリスを統治するのか？」（英: "Who governs Britain?"）というスローガンを掲げて総選挙を行った。1974年2月イギリス総選挙の選挙期間中、ヒース・ウィルソン両者への不信が露わになり、これは自由党への追い風になった。ソープは党が大きな結果を残すことを確信しており、蓋を開けてみれば、全国での得票数600万票・投票率19.3%は、1929年以来最も高い数字となった。しかしながら、単純小選挙区制のせいで、自由党はわずかに14議席しか得られなかった。ソープ自身の得票差は11,072票に伸びた。

### 連立政権への交渉

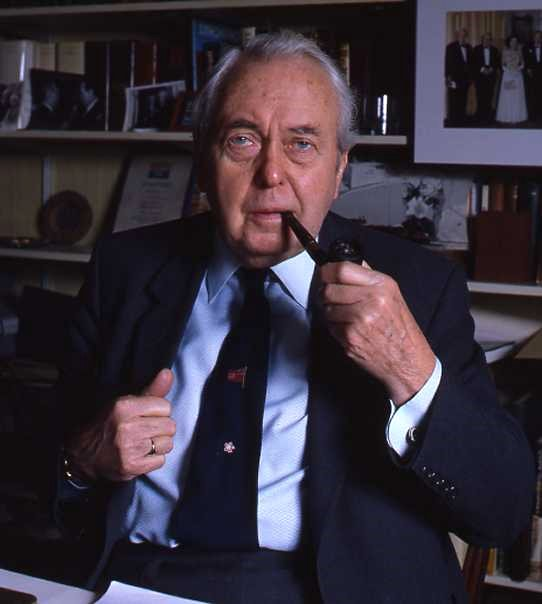
ハロルド・ウィルソンは、1974年3月に連立政権を模索したヒースとソープの会談が物別れに終わった後、労働党による少数与党内閣を樹立した。

1974年2月の総選挙ではハング・パーラメント状態が生まれ、労働党が301議席、保守党が297議席を獲得したものの、どちらも過半数には至らなかった。全国的な得票率では保守党がわずかに上回っていたので（保守党37.9%対労働党37.1%）、ヒースは辞職せず、保守党主導の連立政権に、自由党を説得して引き入れようと考えた。彼は3月2日にソープと面会して共同運営の可能性について議論し、ヒースは形式的な連立政権としてソープに閣僚職を用意し、自由党の他の議員にも閣外大臣の職を用意するとした。保守党と自由党の得票率を合わせると全体の57%に及び、ヒースは連立政権を組めば、道義的正当性が生まれると考えていた。ソープが連立政権樹立を呑まなかった場合は、保守党政権維持のために、より略式の党間協力が行われる可能性もあった。
会談の翌日、党の古参議員と討論した後、ソープはヒースに対して、選挙制度改革の確約が必須条件だと通告した。ソープは、ヒースが自由党の満足できる選挙改革を議長会議で提言すれば、内閣の全員一致で立法の基礎を固められることから、これの開催を求めた。各党内で協議が持たれた後、再度行われた党首会談の席で、ヒースは、保守党は議長会議には反対しないが、自由党からの勧めに応じることは約束できず、庶民院での自由投票で決められるべき内容だと伝えた。この答申はソープにとって受け入れがたいもので、代わりに彼は、イギリスが面していた緊急の経済問題に取り組むために全党での「国家統一体政府」（英: "Government of national unity"）樹立を提言した。ソープのこの提案はヒースに拒否され、ヒースも3月4日月曜日に首相を辞任した。
後にソープは、連立政権に合意すれば、党が引き裂かれてしまっただろうと認めている（ヤング・リベラルズなど急進的な一派は、連立政権参加を絶対に認めなかっただろうと考えられている）。さらにソープは、「我々の手助けがあっても、ヒースは国会で過半数を得られなかっただろう」（英: "even with our support Heath wouldn't have had a parliamentary majority"）と述べている。連立政権はスコットランド国民党やアルスター統一党との調整を欠いたままで、このままでは女王演説の第1投票で拒否された可能性がある。ヒースの辞職後、労働党のウィルソンが少数与党内閣を樹立して首相に返り咲いた。

### 運命の暗転
ハロルド・ウィルソンは1974年2月の選挙で過半数を得ることができず、そう遠くない内に新たな選挙を行うことが広く望まれ、ウィルソンは1974年9月に解散を宣言した。ソープはこの選挙が自由党にとって転換点だと見越し、「もう1度力を振り絞って」 ("One more heave") とのスローガンを打ち出して選挙活動に望み、連立政権への参加を最後の頼みとして、党の大躍進を狙った。このスローガンは、広告代理人で自由党候補だったエイドリアン・スレードの作だった。覚えやすいスローガンではあったが、一方で退屈とも受け取られた。後に自由党党首となったデイヴィッド・スティールは、選挙活動は全体として、「少し不出来な、2月の[選挙活動]のやり直し」（英: "a slightly less successful re-run of February"）だったとした。1974年10月イギリス総選挙で、自由党は70万票あまり得票を減らし、獲得した議席は1議席減の13議席だったほか、ウィルソンの労働党はわずかに3議席分過半数を上回った。
ソープ・自由党は、この選挙結果に自信を失った。わずかなものではあったが、ウィルソンの獲得した過半数は、ソープから内閣樹立上のキーパーソンという立場を奪い、自由党の側も明確な意義を失った。ダットンが述べるように、自由党は保守党でも労働党でもないという点を除けば、目立ったアイデンティティもなく、党の政策を知る有権者もほとんどいなかった。党にとっては、党本部よりはるかに左寄りの急進論者と、保守党に背を向けて最近自由党支持に転じた多くの支援者との不一致も懸案であった。10月選挙で得票差が7,000票差以下にまで落ち込んだソープは、同僚のひとりに、すぐに党が目立った業績を挙げられない限り、党首でいられる期間は数えるほどだろうと漏らしたほどだった。
選挙後の数ヶ月、ノーマン・スコットとの関係で危機に陥ったソープはこの1件にかかりきりになり（→ソープ事件、後述）、友人だったデイヴィッド・ホームズによれば、「あの男がうろついている限り安全など無い」（英: "he would never be safe with that man around"）と感じていたという。1974年遅くから、ホームズはスコットの口封じ計画の主導者となり、数多くの仲介者を通じて、5千〜1万ポンドでスコットの件を引き受けてもいいというパイロットのアンドルー・ニュートンを探し出す。同じ頃、ソープはバハマに拠点を置く百万長者のビジネスマンで、以前自由党に寄付をしていたジャック・ヘイワードから、1974年中の選挙資金の埋め合わせだと称して2万ポンドを調達した。ソープはこの資金を党金庫に入れる代わりに、こっそりホームズに横流しした。後にソープは、この資金が共謀の一端として、ニュートンやその他の誰かに支払われたことは否定した。
個人的問題の他に、ソープは1975年中選挙制度改革に取り組み、1974年の選挙は「大得票強盗」（英: "Great Vote Robbery"）だったと述べた。彼は得票率を軸にした選挙改革は、イギリスの政治に中道派による安定をもたらし、イギリス企業にも有利に働くと主張した。1975年6月、欧州経済共同体 (EEC) 加盟継続の是非を問う国民投票が行われることになり、ソープは2大政党の欧州統合賛成者たちと共に賛成への投票を呼びかける活動を行い、また近頃マーガレット・サッチャーに保守党党首の座を明け渡したヒースと共に、キャンペーンのためオックスフォード・ユニオンにも出席した。国民投票では2対1で加盟継続が選択された。しかしながら、ソープは党運の下降には抗えなかった。1975年6月26日に行われたウリッチ西選挙区補欠選挙で、党は1974年10月総選挙の得票から3分の2以上を失い、『ガーディアン』紙には「大きな不面目」（英: "major humiliation"）とまで評された。

### ノーマン・スコットとの関係
ソープの同性愛行為は次第に当局の知る所となり、警察による調査が行われたほか、この情報はソープに関する保安局 (MI5) の書類にも書き加えられたが、彼に対して何か行動が起こされることは無かった。1971年、乗馬インストラクターでモデル志望だったノーマン・スコットの訴えに基づき、党内調査が行われたが、ソープはこれを切り抜けた（→ソープ事件#党内調査参照）。スコットは1960年代初頭にソープと同性愛関係を持っていたと主張し、ソープからは後に虐待を受けたとした。党内調査では訴えが退けられた。
当時「ノーマン・ジョシフ」の名で知られていたスコットは、1961年早くにソープと初めて会ったが、この時20歳だった彼は、ソープの裕福な友人の元で馬丁として働いていた。初対面は短いものだったが、約1年後、困窮したスコットはロンドンに向かい、庶民院でソープに援助を願い出た。ソープは後に友情が発展したことは認めたが、肉体関係は一切否定している。一方のスコットは、庶民院での面会後の夜、ソープに誘惑されたと述べている。続く数年間、ソープは住居や仕事をあてがってスコットを助けようと何度も奮闘したが、これらの援助に謝意を示す代わりに、スコットはソープに恨みを抱くようになり、病気の原因はソープにあると信じ込み、関係を暴露すると脅迫を繰り返した。
1965年、ソープは自由党の国会議員だったピーター・ベッセルに、問題を解決してくれるよう頼んだ。ベッセルはスコットに面会し、ソープに対する脅しは脅迫罪に受け取られかねないと警告した。代わりに彼は、スコットが新しい国民保険カードを得られるように取り計らった（カードの紛失はスコットにとって長年の悩みの種だった）。ベッセルの計らいで事態は暫く落ち着くが、1年以内にスコットは、再びソープらを悩まし始める。ソープの賛成を得て、ベッセルはスコットへ週5ポンドの「賄賂」（英: "retainer" ）を渡し始めたが、これはカード紛失のために彼が受け取れなかった福祉給付の補償という意味合いがあったと考えられている。ベッセルは後に、ソープは1968年までに、スコットを完全に黙らせる方法を考え始め、オックスフォードでの学友だったデイヴィッド・ホームズがこの問題をはっきり解決してくれるかもしれないと考えていたと述べている。ホームズはソープの結婚式でベストマンを務めており、またソープに完全な忠誠心を持っていた。
スコットは1969年に思いがけなく結婚し、問題は解決したかに見えたが、この結婚生活は1970年までに破綻し、彼はソープが悪いのだと自分に言い聞かせるようになった。1971年初頭、スコットは北ウェールズ・コンウィの村タル＝イ＝ボントに転居し、寡婦のグウェン・パリー＝ジョーンズ（英: Gwen Parry-Jones）と親しくなって、ソープによる冷遇・虐待について自説を詳しく聞かせた。彼女は、隣接する選挙区選出だった自由党のエムリン・フーソンにこれを伝え、フーソンは速やかに党内調査を行い、ソープの嫌疑を晴らして、スコットはこれを苦々しい恥の思いとともに受け取った。パリー＝ジョーンズは翌年に亡くなり、うつ病に罹ったスコットは、暫くこの件に関して沈黙する。しかしながら、彼はやがて、聞く耳を持つ相手になら誰にでもこの件を言いふらすようになった。1974年までソープは、自由党復活の最頂点にありながら、自由党党首の座を追われるかもしれないスコットの暴露に戦々恐々としていた。当時のソープを追った本を出したドミニク・サンドブルックは自著の中で、「危険度は最高だったし、スコットを黙らせることも一番緊急の問題だった」（英: "The stakes had never been higher; silencing Scott had never been more urgent"）と述べている。

### 辞職

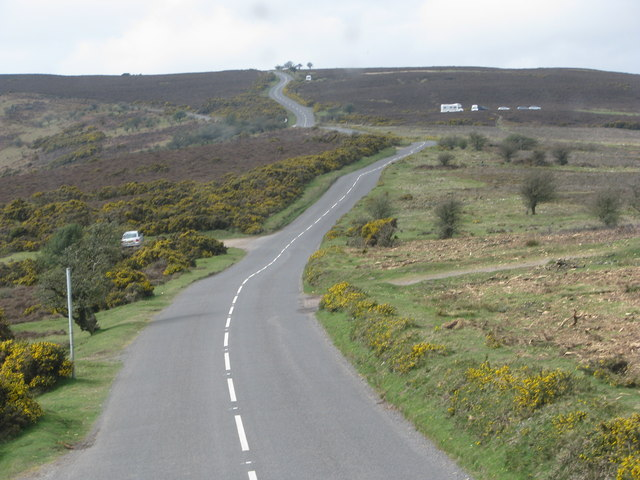
ニュートンはポーロック・ヒルでスコット殺害を試みた

長年の間、スコットは自身の話を公に出版しようと何度も試みたが、話に乗る新聞社はひとつも無かった。風刺雑誌『プライヴェート・アイ』は1972年末に、「名誉毀損かつ立証不可能で、おまけに10年も前の話だ」（英: the story "was defamatory, unproveable, and above all was ten years old"）と判断を下している。この矢先の1975年10月、アンドルー・ニュートンがスコットを射殺し損ない、代わりにスコットの愛犬だったグレート・デーンを射殺するという事件が発生する。ニュートンは殺人未遂と不法な銃火器所持で逮捕されたが、メディアはより大きな話が明るみに出そうだと期待しつつも、沈黙を貫いた。1976年1月、スコットは少額の生活保護詐取で起訴され、法廷でソープとの過去の同性愛関係が元で追い詰められているのだと主張し、ついにメディアの沈黙が破られることになる。この証言は法廷内で行われたため、名誉毀損法の対象外となり、広く報道された。
1月29日、貿易産業省は、ロンドン&カウンティ・セキュリティーズの破綻を報告書にまとめた。報告書では、会社に関わる前に実態調査を怠ったソープの失策が批判され、「指導的立場にある政治家全員への警告」（英: "a cautionary tale for any leading politician"）だとされた。ソープはベッセルから慰めを得たが、以前の同僚だった彼は、国会議員を辞めて事業失敗から逃れるためにカリフォルニア州へ移住し、その後『デイリー・メール』紙のインタビューを受けた後の2月初めに舞い戻っていた。ベッセルはスコットにまつわる一件への関与については混乱した証言をしたが、ソープに関しては悪事と無関係だと主張した。
1976年3月16日、ニュートンの公判がエクセター刑事法院で始まり、公判に出席したスコットは、弁護士が黙らせようとするのも聞かず、ソープに関する自説を繰り返した。ニュートンは有罪となり、2年の収監が言い渡されたが、ソープに罪を負わせることは無かった。自由党に対する民衆の支援はどんどんと減っていき、3月には複数の予備選挙で惨敗したが、前党首のグリモンドはソープの信用喪失が原因であるとした。3月14日、『サンデー・タイムズ』に「ノーマン・スコットの嘘」（英: "The Lies of Norman Scott"）という見出しで、スコットの主張に対するソープの答えが掲載された。それでも、党の古参議員の多くが、ソープは辞任すべきだと感じるようになっていた。
ソープの問題は、ベッセルが態度を翻して、『デイリー・メール』5月6日号に、ソープを守るため最初の主張では嘘を吐いていたと告白したことで増大する。スコットは個人的な手紙を出版すると脅し、逆にソープは、機先を制するため『サンデー・タイムズ』紙に1961年以来の手紙2通を発表する手はずを整えた。内容は悪事を仄めかすものではなかったが、手紙の書き口は、ソープがスコットとの友人関係についてメディアに率直に語っていないと示唆するものだった。批判が湧き起こる最中の1976年5月10日、「党首打倒が決定的になれば、党の崩壊を意味するかもしれないとの説得に応じ」ソープは党首の職を辞した。

## 党首辞職後

### 穏やかな日々

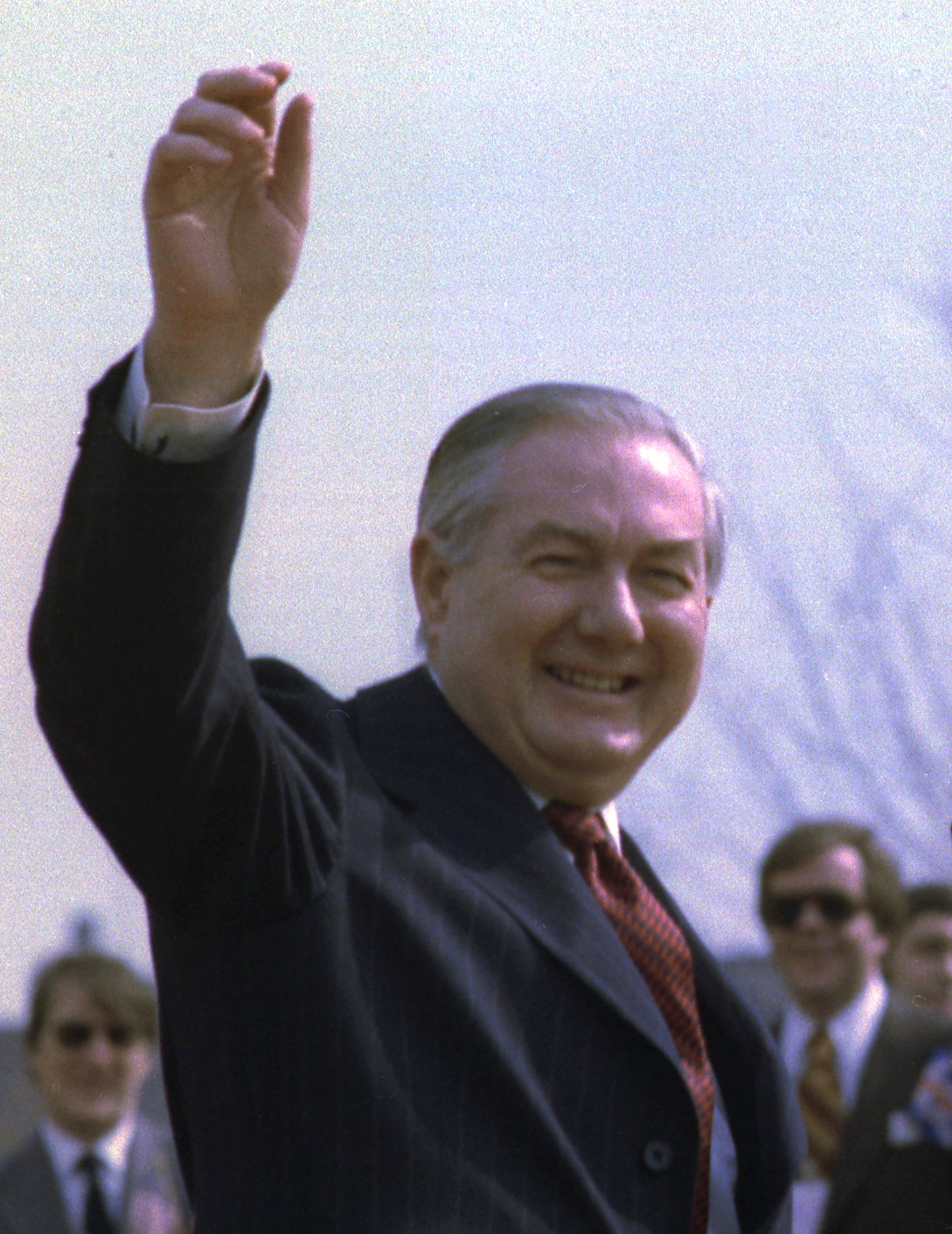
1976年から1979年まで首相職にあったジェームズ・キャラハンは、1977年の形式的な自由党・労働党連携協定で首相職を守った

ソープは党首辞任で、束の間の穏やかな日々を得た。新しい党首になったデイヴィッド・スティールは、ソープを外交問題に関する自由党の代弁者に任じ、ヨーロッパ問題を任せた。この時までにウィルソンは首相を辞任しており、代わりにジェームズ・キャラハンが就任していた。ソープは政府に対し、欧州議会の直接選挙を導入する法律の制定を熱心に働きかけたが、当時の欧州議会議員は、加盟国の国会で任命されていた。
補欠選挙での敗戦は、労働党から辛うじて保っていた過半数を奪い、1977年3月にはキャラハンの不信任投票が可決されて総選挙になだれ込む瀬戸際にあった。世論調査の結果は、労働党と自由党の悲惨な選挙結果を指し示すもので、相互の生き残りを賭けた両党は、自由党労働党提携（英: "Lib-Lab pact"）を行い、政策譲歩の見返りとして、自由党が政府に協力することに合意した。ソープの影響力で、提携条件に欧州議会直接選挙の法制化が含められたが、彼の1番の目標だった比例代表制導入は今回の選挙では見送られた。国会ではスコットランドやウェールズへの自治権委譲に賛成し、それ以外には完全分離独立しか代案は無いと主張した。未解決だったローデシア問題に関する議論で、ソープはアフリカの民族主義者たちの代表が関与すべきと強調し、長引いていたローデシア紛争の平和宣言交渉の場で、「愛国戦線」の形で参加させることを主張した。
ソープの辞任後メディアは比較的静かだったが、記者たちは引き続き彼の身辺を探っていた。記者の中で最も頑固だったのがバリー・ペンローズとロジャー・コーティアーで、ふたりはまとめて「ペンコート」（英: "Pencourt"）と呼ばれたが、調査を進めてカリフォルニアのベッセルを訪れるまでは、ソープが南アフリカの情報当局の捜査対象なのだと考えていた。訪問したふたりに対し、もはやソープを庇う立場になかったベッセルは、スコット殺人の共謀やソープの役割について自説を伝えた。彼らの調査結果は『プライヴェート・アイ』に掲載されてソープを強く苛立たせたほか、1977年早くに「ペンコート」がデヴォンにあったソープ宅の外で取材を試みた時には、彼は起訴をちらつかせてふたりを脅した。
ソープの比較的穏やかな生活は、1977年10月に、出所したニュートンが、自分の話をロンドンの新聞『イヴニング・ニュース』に売ったことで終わりを迎える。スコットを殺すため、「自由党の指導者のひとりから」（英: "by a leading Liberal"）金銭を支払われたというニュートンの証言はセンセーションを巻き起こし、警察による長期捜査を呼ぶことになる。この時ソープは、国会内外で自分の公職にしがみつこうと努力していた。ソープが刑事裁判を受けることは確実となり、1978年8月1日の庶民院で、彼は法務長官に対し、資産額がいくら以上なら訴訟経費扶助を受けられなくなるのか尋ねている。翌日、彼はローデシア問題に関する討論で、国会生活最後となる演説を行った。
8月4日、ソープはホームズや彼の協力者2名と共に、スコット殺人共謀の疑いで起訴された。1968年のベッセル・ホームズとの会談が申し立てられたことから、ソープは加えて殺人教唆の罪にも問われた。保釈後、ソープは自分が無実だと話し、判決は無罪に終わるだろうとした。彼はノース・デヴォン選挙区の国会議員を辞職しなかったが、公職からは実質的に引退し、例外的に登場した1978年9月14日の自由党党大会では、芝居がかった登場をして、欠席を求めた党幹部たちをまごつかせた。

### 拘留と選挙での敗戦
1978年11月、ソープとホームズ、またホームズの協力者2名（ジョン・ル・メザラーとジョージ・ディーキン）は、公判にかけられるべきかを決めるため、サマセット・マインヘッドで治安判事を前に公判付託手続に望んだ。法廷ではスコットやニュートン、ベッセルから共謀に関する証言がなされたほか、ベッセルが『サンデー・テレグラフ』紙から、彼の話に対して5万ポンドを受け取っていたことが明らかになった。結審に際して、4人は全員オールド・ベイリーで公判に掛けられることが決まった。審理の開始日は1979年4月30日に決まったが、3月にキャラハン内閣が倒れ、5月3日に総選挙が行われることになったため、開始日は5月8日まで延期された。
ソープはノース・デヴォン選挙区の議席を死守するため、議席喪失は確実だと考える友人たちに止められつつも、地元の党本部の誘いに応じた。彼の活動は自由党の全国本部にはほとんど無視され、指導的立場の党員で彼の選挙区を訪れたのは、ノース・コーンウォール選挙区の国会議員だったジョン・パードウだけだった。妻や母、忠実な友人たちに支えられたソープは激しく闘ったが、彼特有の旺盛な精力はほとんどが失われていた。彼は保守党の対抗馬に8,500票近くの得票差を付けられて敗戦した。この選挙では、保守党が43議席分の過半数を獲得し、マーガレット・サッチャーが首相に就任した。この後、ソープは『デイリー・メール』紙で、「打ち負かされるとは思っていなかった。みんな無理だろう」（英: he had not "expected to get hammered. You never do"）と告白している。全国での自由党の得票率は13.8%に下落し、総議席数も13から11に減った。ダットンは自由党敗戦の原因は、多くがソープ事件による不人気が尾を引いていたことにあったとしている。

## 公判、そして無罪判決へ
公判はジョゼフ・カントリーを裁判長に据えて、1979年5月8日から6週間続いた。ソープは自分の弁護のためジョージ・カーマンを雇い、事件はカーマンが初めて担当する注目の裁判となった。カーマンはすぐに、ソープが無罪になれば、新聞社からベッセルに支払われる金銭が半額になる契約だったと暴露し、ベッセルが有罪判決を強く望む立場にあったとして、彼の証言の信用性を大きく貶めた。5月22日にカーマンは、スコットの反対尋問で「1961年の段階で、ソープに同性愛傾向があると知っていましたか？」と尋ねた。依頼者であるソープの性指向を遠回しに認めたことになるが、これはソープの性生活の証人が呼ばれるのを避けるための戦略であった。それでもやはり、カーマンはソープとスコットの肉体関係には確固な証拠が無いと主張し、カーマンはスコットのことを「この常習的な嘘つき、社会的上昇を狙った居候」（英: "this inveterate liar, social climber and scrounger"）と切り捨てた。
公判付託決定手続で起訴状に関する証拠が数週間にわたって提出された後、6月7日から弁護が始まった。ディーキンは、ホームズにニュートンを紹介したのは自分だが、脅迫者に対処するための人選だと考えており、殺人の共謀については一切知らなかったと証言した。ディーキンは公判で証言した唯一の被告で、ソープらは証人も立てず沈黙を貫いたが、これはベッセルやスコット、ニュートンの証言では起訴が成立しないと考えてのことだった。
スコット側と弁護側弁護士から閉会宣言が出された後、6月18日に判事は説示を始めた。ソープの輝かしい公的記録を強調しながら、彼はスコット側の主要証人に対して容赦無い非難を浴びせかけた。ベッセルは「ペテン師」（英: "humbug"）で、スコットは詐欺師・すねかじり・不平たらし・他人にたかる厄介者だとされたが、スコットについては「しかし勿論、彼が真実を話している可能性もある」（英: "but of course he could still be telling the truth."）とした。ニュートンは「この一件からできるだけ甘い汁を吸おうとした」（英: "determined to milk the case as hard as he can."）と評された。6月20日、評決のため陪審員団が退席し、2日後に公判を再開して、4人の被告全員に完全無罪を宣告した。短い公式声明の中で、ソープは評決を「完全な無罪証明」（英: "a complete vindication"）と考えていることを明かした。スコットは結果に「驚かない」（英: "unsurprised"）と述べたが、判事が裁判官席という安全な場所から、自分の性格を非難したことにはうろたえたとした。
2014年12月に英国放送協会 (BBC) が放送した調査ドキュメンタリー番組で、アンティーク銃火器の収集家であるデニス・ミーアン（英: Dennis Meighan）は、匿名の古参自由党員から、スコットを殺すため13,500ポンドで雇われたと明かした。彼は代わりに仕事を協力者だったニュートンに譲り、彼に武器を調達してやったと述べている。ミーアンは1975年に当局へ声明を渡したが、ソープに関する言及を全て除かれ、警察によって完全にねじ曲げられてしまったと述べている。ミーアンはその後の公判でも、証人として呼ばれることは無かった。ミーアンは「あれはもみ消しで、何の疑問も無いが、自分には好都合だった」(英: "It was a cover-up, no question, but it suited me fine"）と述べている。

## 後半生
無罪判決の後、彼は1979年の党大会参加と、カナダで行われる自由主義インターナショナルの大会に出席するつもりだと発表した。しかしながら、法廷に現れて誓約し身の証しを立てようとしなかった彼の態度はメディアに広く批判され、大勢が彼が「無罪になった」("got off") とは運の良いことだと考えた。ソープは嫌々ながら、将来自由党の党職を得ることはないという事実を受け入れ、ノース・デヴォン選挙区の事務所で、2度と出馬しないと表明した。スティールはソープに対し、「休息と疲労回復に適当な時間の後[中略]素晴らしい才能の使い道をいくつも見つけるだろう」（英: "after a suitable period of rest and recuperation ... [he would] find many avenues where his great talents may be used."）と述べた。
ソープは新しいキャリアを模索したが、オールドバラ音楽祭の理事、グレーター・ロンドン・カウンシルの人種関係アドバイザーの職を得ることに失敗する。また、テレビ界で再スタートを切ろうという試みも完全に失敗した。1982年2月には、アムネスティ・インターナショナル英国本部の理事として招聘されたと発表されたが、就任は多くの会員に反対され、1ヶ月の議論の末、ソープはこの職を辞退する。彼は国際連合協会政治委員会（英: the political committee）委員長職にあったが、1979年に初めてパーキンソン病の診断を受け、1985年には病の進行から、公職に当たる時間の大半を短縮せざるを得なくなっていた。彼はノース・デヴォンに住み続け、1987年には、自由党と社会民主党の合併で誕生した自由民主党のノース・デヴォン本部から、名誉総裁職を贈られた。彼は一代貴族として貴族院議員になり、国会に戻れるかもしれないと考えていたが、彼に代わって友人たちがロビー活動をしたにもかかわらず、自由民主党本部は、ソープの推薦を拒否した。それでも党内のソープに対する態度は概して温かいもので、1997年の年次総会では、ソープに対してスタンディング・オベーションが送られた。
1999年には、彼の話に基づいた回想録、In My Own Time が出版され、ソープはこの中で公職生活での経験をアンソロジーとしてまとめた。この本の中でソープは、スコットとの性的関係を繰り返し完全否定し、「[起訴された一件に]嘘や不正確性、自白が入り混じっていた」のは明らかだったので、審理を長引かせないために公判で証言しないという判断を下したと述べた。2005年イギリス総選挙の選挙活動で、ソープはテレビ出演し、イラク戦争を支援する労働党・保守党双方を批判した。3年後の2008年、彼は『ガーディアン』紙と Journal of Liberal History 誌のインタビューを受けた。後者のインタビュアーだったヨーク・メンベリー（英: York Membery）は、ソープは聞き取れるかどうかくらいのささやき声でしか喋れなかったが、彼の思考力は全く損なわれていなかったと述べた。ソープは未だに「パイプで煙をふかす」（英: [He] "still had steam in my pipes"）と述べ、当時の政治状況について聞かれた時には、労働党のゴードン・ブラウン首相は「陰気で印象的でない」（英: "dour and unimpressive"）としたほか、保守党党首のデイヴィッド・キャメロンには、「詐欺師で[中略]、進歩的と見せかけたがっているサッチャリズム主義者だ」（英: "a phoney ... a Thatcherite trying to appear progressive"）と呼んだ。ソープの欧州統合主義 (pro-Europeanism) は長年の間にいくらか失われており、インタビューでは欧州連合は力を持ち過ぎで、責任を持つには不適当だと述べた。

## 最晩年と死
ソープは2009年に、庶民院のグリモンド・ルーム（英: the Grimond Room）に設置された自身の胸像の除幕式に出席したが、これが彼にとって公の場への最後の出席となった。その後は自宅に引っ込み、妻マリオンが衰弱するまで彼女の介護を受けて暮らした。妻マリオンは2014年3月6日に亡くなり、ソープも9ヶ月後の2014年12月4日に亡くなった。葬儀は12月17日に聖マーガレット教会で執り行われ、デイヴィッド・スティール、パディ・アシュダウン、チャールズ・ケネディ、メンジーズ・キャンベル、ニック・クレッグなど、ソープの後を引き継いだ5人の自由党・自由民主党党首などが参列した。

## 評価
アンドルー・ローンズリーは、1970年の総選挙で、自由党がわずか6議席しか獲れなかったことに絡め、「このしょぼくれたバンドのトップはジェレミー・ソープで、洒落男で、自己顕示欲の強い、素晴らしい興行師で、頭脳は浅はか、物真似才子、巧妙な日和見主義者、邪悪な陰謀家、観念的な国際主義者、秘密の同性愛生活を持つ男だった」と評している。
ソープの経歴に関する評価の多くは、政治的成果よりも彼の失脚を強調するもので、『デイリー・テレグラフ』紙の追悼記事では、「イギリスの政治史上無類の落差」（英: "a fall unparalleled in British political history"）とまで言われた。ソープは無罪判決によって、1960年代・70年代に自由党を黄金期に導いた自分の手腕が思い出されると思い描いていたが、公判の間に、彼の名声は取り返しが付かないほど損なわれていた。オールド・ベイリーでの起訴側弁護士は、ソープ事件を「まさしくギリシャ悲劇やシェイクスピア劇に匹敵する悲劇―1つの欠点による、ゆっくりだが取り返しの付かないある男の(名声の)失墜」（英: "a tragedy of truly Greek or Shakespearian proportions―the slow but inevitable destruction of a man by the stamp of one defect."）と評した。
ソープの死後、彼に共感的なコメンテーターたちは、彼の国際主義や社会自由主義に注目し、長年にわたる反アパルトヘイト運動や独裁者に対する公然の非難、死刑廃止論者やレイシズム反対者としての側面に焦点を当てた。彼が説得力と機知、また温かさを兼ね備えた並外れた政治運動家だったことは広く認められており、追悼記事では「顔を覚える彼の驚くべき才能は、有権者に彼らが親密な友人だと感じさせ[中略]、彼の機知に富んだ頭脳は、どんな時にも警句や扇情的な行為を繰り出す余裕を持っていた」（英: "his astonishing memory for faces persuaded voters that they were intimate friends ... his resourceful mind afforded quips and stunts for every occasion."）と述べられた。ブロックは自著の中で、別の角度から見たソープとして、過去の友人だった美術専門家のデイヴィッド・カーリットが審判の時に述べた「自己中心的で[中略]、『まあまあ』愉快な奴で、少し悪意のある人物。機転が利くと言われているが、[中略]他人の真似を気にしなければの話だろう、実際の所退屈な人間だ」との文章を引用している。
ソープが党首を務めた10年の評価として、自由民主党の党首だったニック・クレッグは「ジョー・グリモンドが始めた自由党復活を持続させる駆動力」を与えたのがソープだとしたほか、ダグラス・マリーは『スペクテイター』誌で、勝算のある議席を見極めそこに集中するというソープの戦略は、1997年の選挙で自由民主党が起こした大成功の基礎だったとした。党史の編纂を行ったダットンは、より限定された見方をし、ソープの大胆な態度やカリスマ性にもかかわらず、「党は信念や基礎を成す目的も無く漂い、[中略]意見より戦術に支配されていった」（英: "the party drifted without a sense of conviction and underlying purpose ... [and was] dominated by tactics rather than ideas"）と述べた。ソープは自由党を労働党・保守党から等距離の「適度に真ん中」（英: "moderate centre"）に持って行き、この戦略は、二大政党に不満が集まった1974年2月の選挙では非常に上手くいったが、党本来のアイデンティティを不明確にし、多くの人は党の政策を知らなかったとも指摘されている。
ソープは、政治生活を通して二重生活を行っていたと考えられているが、自身の性指向について公然と語ることは1度も無かった。マリーによれば、ソープは昼間には責任ある政治家として振る舞いながら、「夜の間、彼は本当のゲイだっただけでなく、自分がそうであるということに心配も無かった」（英: "by night he was not only very gay but rather carefree about being so."）のだという。作家・アナウンサーで、1970年代に自由党内で同性愛者の人権活動家として活動していたジョナサン・フライアーは、当時の抑圧的雰囲気の中で、ソープは「自分でそう望んでいても、カミングアウトすることができなかった」（英: [Thorpe] "couldn't have come out, even if he'd wanted to"）としている。しかしながら、ダブル・スタンダードな彼の態度はゲイの自由党員をいらつかせ、彼らから疎外される結果となった。フライアーズは「彼は、自分の楽しみと家族という、2つの世界の最適解を望んだのだ」（英: "He wanted the best of both worlds―his fun and a family."）と述べた。
ソープの死から1年後に彼の伝記を出版したマイケル・ブロックは、ソープが男性と関係を持っていたと指摘したほか、労働党の国会議員であるクリス・マリンは、ソープについて「若い男性と性的関係を持った」「抑圧された同性愛者」だと述べた。またマリーは、ブロックの伝記に寄せた書評で、「ジェレミー・ソープは、優れた政治指導者のひとりとして記憶されることを望んだ。わたしはみんなそうしていると思う。それともしかしたら、彼は同じ時期に活躍した政治家や現代の政治家よりも、もっと長く記憶されるだろう。しかし、それはいつも同じことのためなのだ。ジェレミー、ジェレミー、バンバン[銃声]、ウーウー[犬のうなり声]」と書いている。

## ソープを描いた作品
- 英国スキャンダル〜セックスと陰謀のソープ事件 - ソープ事件を描いた2018年の英BBCのテレビドラマ。ソープ役はヒュー・グラント。